# Бурлака, Юрий Максимович
Юрий Максимович Бурлака (7 июля 1962) — советский и молдавский футболист, выступавший на всех позициях в поле.

## Биография
Начал взрослую карьеру в кишинёвском «Нистру». В 1981 году сыграл один матч в первой лиге — 17 ноября 1981 года против «Жальгириса», затем в течение двух лет выступал за дублирующий состав.
В 1984 году играл во второй лиге за самаркандское «Динамо», потом вернулся в Молдавию и играл в соревнованиях КФК и второй лиге за команды «Луч» (Сороки), «Заря» (Бельцы) и «Кристалл» (Фалешты).
В последних сезонах первенства СССР снова выступал в Узбекистане — в 1989 году за «Янгиер», в 1990 году — за «Динамо» (Самарканд), в 1991 году — за «Нурафшон» (Бухара).
После распада СССР некоторое время продолжал выступать за «Нурафшон», сыграл 8 матчей в высшей лиге Узбекистана. Также в апреле-мае сыграл 3 матча в чемпионате Казахстана за карагандинский «Шахтёр», дебютную игру провёл 23 апреля 1992 года против «Булата». В 1993 году играл во второй лиге России за «Атоммаш».
В начале 1994 года в очередной раз вернулся в Молдавию, где выступал в высшем дивизионе за «Кристалл» (Фалешты) и «Агро» (Кишинёв). Свой первый гол в высшем дивизионе забил в последнем туре сезона 1993/94, 18 июня 1994 года в ворота «Торентула». Всего в чемпионате Молдавии сыграл 35 матчей и забил 2 гола.
В последние годы карьеры выступал за любительские клубы Украины.